# Godišnji pokladni ophod mačkara podkamešničkih sela
Godišnji pokladni ophod mačkara običaj je podkamešničkih sela s područja gradova Sinja i Trilja, te općine Otok.
Ova manifestacija ima dugu tradiciju održavanja, i najbolji su pronositelji i čuvari pokladnih običaja u tim krajevima. U selima Gljev, Han, Bajagić i Gala ophodi mačkara su jedinstven i izvoran način prikazivanja drevnih običaja protkanih zvukom mačkarskih zvona i drugih popratnih rituala. U općini Otok svaki zaselak ima svoju mačkarsku grupu (Jelašce, Priblaće, Živinice, Gala, Ruda, Udovičići, a povremeno idu grupe Glavičica-Priblaće, Strana s grupom iz Ovrlje i Korita), dok se u općini Trilj mačkarski ophodi odvijaju po selima Grab, Jabuka, Košute i Vedrine.

## Zaštita
Pod oznakom Z-4848 zavedena je kao nematerijalno kulturno dobro — zbirka, pravna statusa zaštićenoga kulturnog dobra, vrste običaji, obredi i svečanosti.